# الكالا
نبات الكالا أو الزنتيدسكية ( Zantedeschia ) نبتةُ زينةٍ عُشبيّةٍ مُعمّرة تنتمي إلى الفصيلة القلقاسية، كبيرة الحجم يصلُ ارتفاعها نحو مترين، تتميز بأزهارها البُوقيّة الشكل الكبيرة الحجم البهيجة المنظر المتعددة الألوان حيث تظهر بالأحمر والأبيض والورديّ والأصفر والزهريّ، يشيعُ خطأً اعتبارها من الزنبقيّات وهي بالفعل ليست كذلك، تحظى بحضور مُميّزٍ بين أيدي العرائسِ في حفلات أعراسهنّ في شتّى أنحاء العالم.
الزهرة ذات أوراق بيضاء أو صفراء قرنفلية على شكل قمع أو جرس وغالبًا ما يظن أن الورقة الكبيرة الجميلة هي الزهرة والحقيقة أن الأزهار الحقيقية هي البراعم الصغيرة داخل القمع الذي يلون الزهرة.

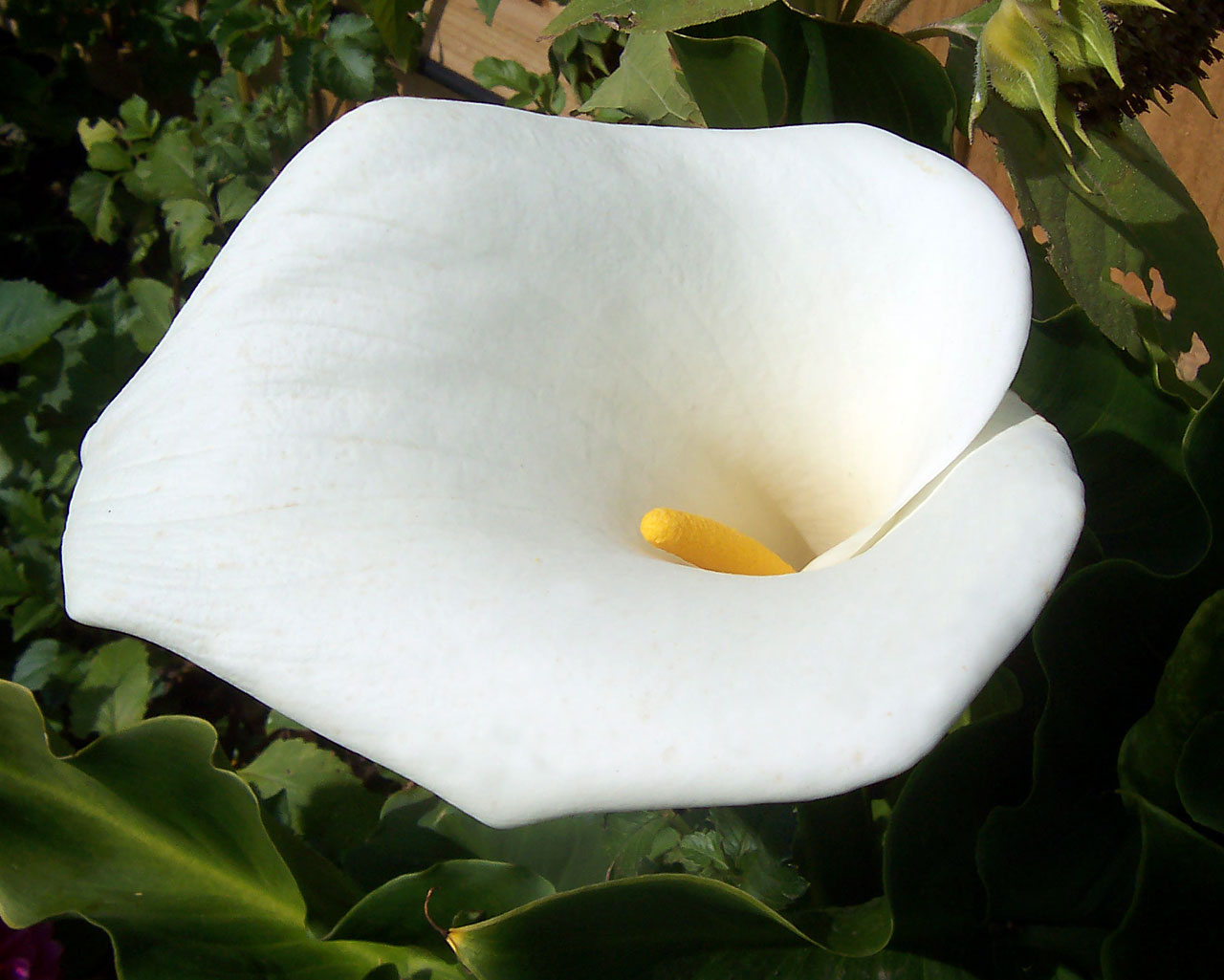
زهرة الكالا (الزهرة الوطنية لأثيوبيا)

هي زهره العشاق وتعرف كرمز من رموز العشق
لذاك غالبا توخذ في عيد الحب وخصوصا بين كبار السن.

## معرض صور

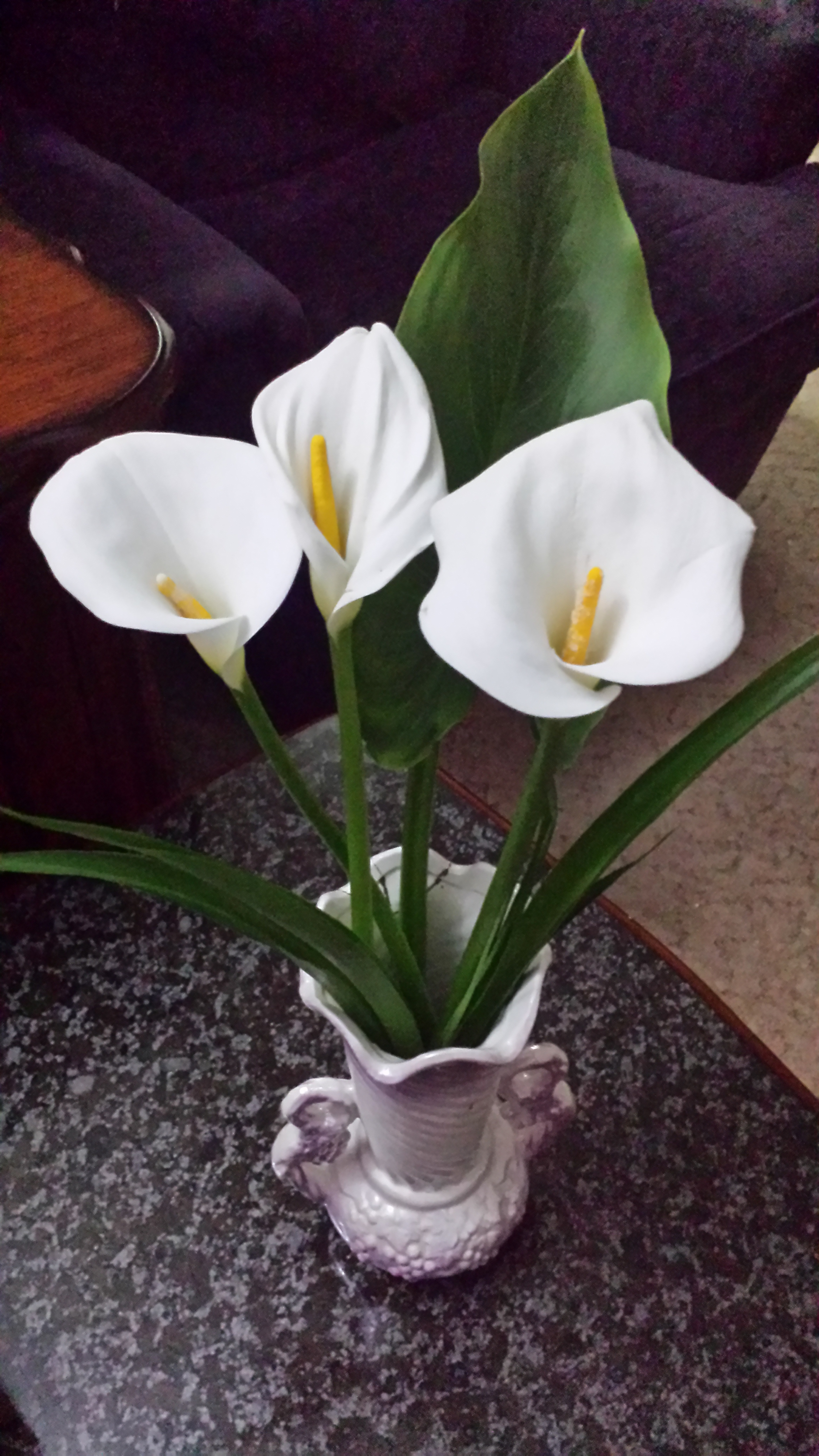
أزهار الكالا
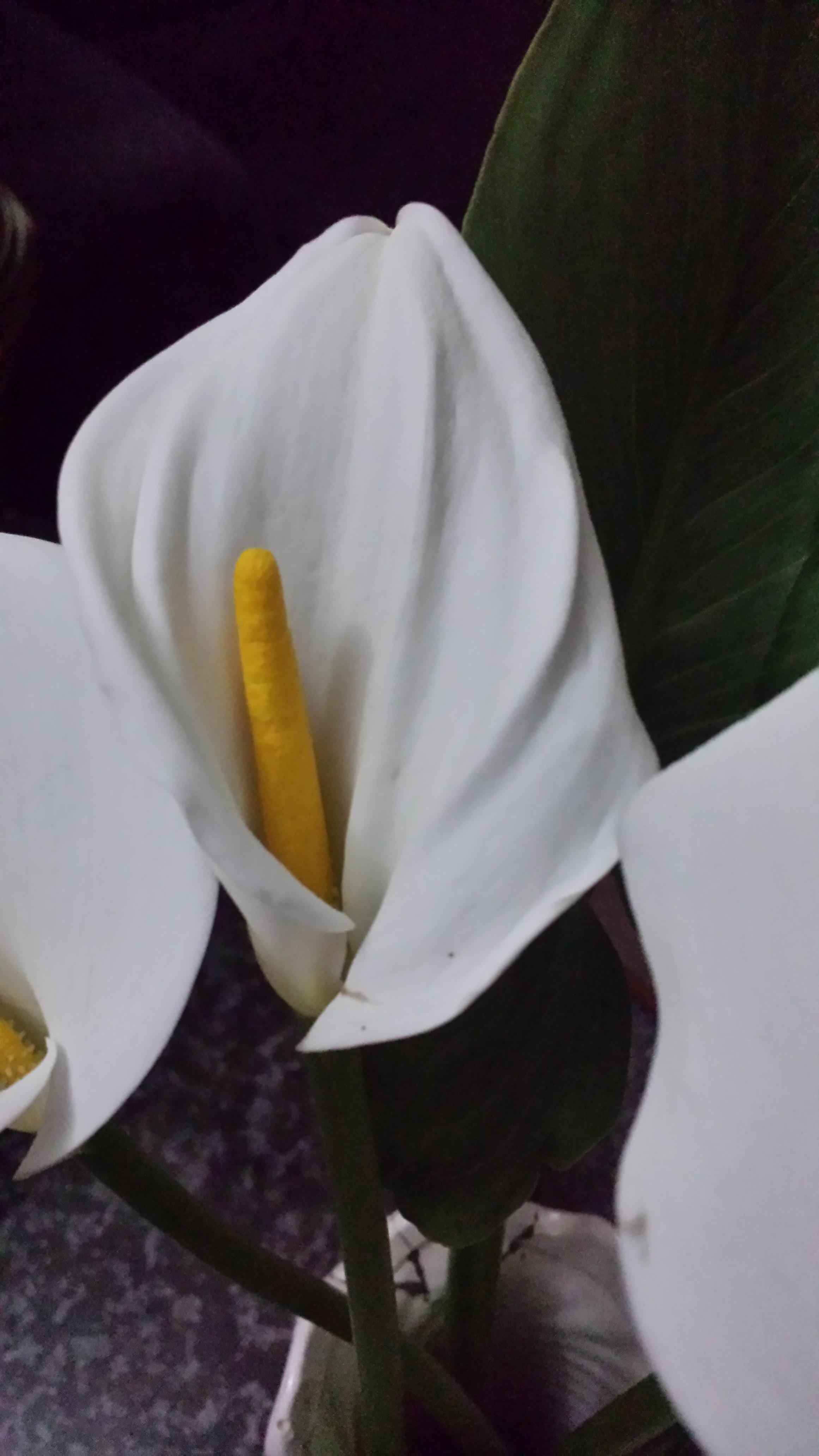
تفاصيل زهرة الكالا